# Euscelidia kasungu
Euscelidia kasungu är en tvåvingeart som beskrevs av Dikow 2003. Euscelidia kasungu ingår i släktet Euscelidia och familjen rovflugor.
Artens utbredningsområde är Malawi. Inga underarter finns listade i Catalogue of Life.